# 818
Раннє Середньовіччя. Епоха вікінгів. Реконкіста.
У Східній Римській імперії триває правління Лева V Вірменина. У Франкському королівстві триває правління Людовика Благочестивого. Північ Італії належить Франкському королівству, Рим і Равенна під управлінням Папи Римського, герцогства на південь від Римської області незалежні, деякі області на півночі та на півдні належать Візантії. Піренейський півострів, окрім Королівства Астурія, займає Кордовський емірат. В Англії триває період гептархії. Існують слов'янські держави: Карантанія, як васал Франкського королівства, та Перше Болгарське царство.
Аббасидський халіфат очолює аль-Мамун. У Китаї править династія Тан. Велика частина Індії під контролем імперії Пала. У Японії триває період Хей'ан. Хозарський каганат підпорядкував собі кочові народи на великій степовій території між Азовським морем та Аралом. Територію на північ від Китаю займає Уйгурський каганат.
На території лісостепової України в IX столітті літописці згадують слов'янські племена білих хорватів, бужан, волинян, деревлян, дулібів, полян, сіверян, тиверців, уличів. У Північному Причорномор'ї співіснують різні кочові племена, зокрема булгари, хозари, алани, тюрки, угри, кримські готи. Херсонес Таврійський належить Візантії.

## Події
- Аббасидський халіф аль-Мамун вирушив із Мерва на придушення заколоту в Багдаді. Він припинив політику загравання з Алідами. Алі ібн Муса помер у дорозі.
- У передмістях Кордови спалахнув бунт проти еміра. Після його придушення багато бунтівників було страчено, інші втекли до Толедо та Феса.
- У Каролінзькій імперії придушено бунт короля Італії Бернарда проти дядька імператора Людовика Благочестивого. Бернарда засуджено й осліплено. Він помер від ран.
- Спалахнуло повстання в Бретані, де бретонці обрали собі короля Морвана. Людовик Благочестивий повів туди війська, які вбили Морвана й придушили заколот.